# La Maison sans enfant (film, 1909)
Pour les articles homonymes, voir La Maison sans enfant.
Pour plus de détails, voir Fiche technique et Distribution.
La Maison sans enfant est un film muet français réalisé par Georges Monca, sorti en 1909.
Le scénario du film est une adaptation de la pièce La Maison sans enfants de Philippe Dumanoir (1806-1865), comédie en trois actes, représentée pour la première fois au théâtre du Gymnase, le 26 mars 1863

## Synopsis
Une jeune femme stérile, désespérée de ne pouvoir avoir un enfant, apprend que son mari a une maîtresse, avec laquelle il a eu une petite fille qu'il adore ...

## Fiche technique
- Titre : La Maison sans enfant
- Réalisation : Georges Monca
- Scénario : Jules Mary d'après la pièce La Maison sans enfants de Philippe Dumanoir
- Photographie :
- Montage :
- Société de production : Société cinématographique des auteurs et gens de lettres (S.C.A.G.L)
- Société de distribution : Pathé Frères
- Pays d'origine :  France
- Langue : français
- Métrage : 215 mètres
- Format : Noir et blanc — 35 mm — 1,33:1 — Muet
- Genre :  Comédie dramatique, Mélodrame
- Durée : 7 minutes
- Dates de sortie : 
  -  France : 1er octobre 1909

## Distribution
- Pierre Magnier
- Marguerite Ninove
- Georges Flateau
- Mona Gondré